# Idiogramma alysiina
Idiogramma alysiina är en stekelart som först beskrevs av Thomson 1888.  Idiogramma alysiina ingår i släktet Idiogramma och familjen brokparasitsteklar. Inga underarter finns listade i Catalogue of Life.